# Hermann von Lynden

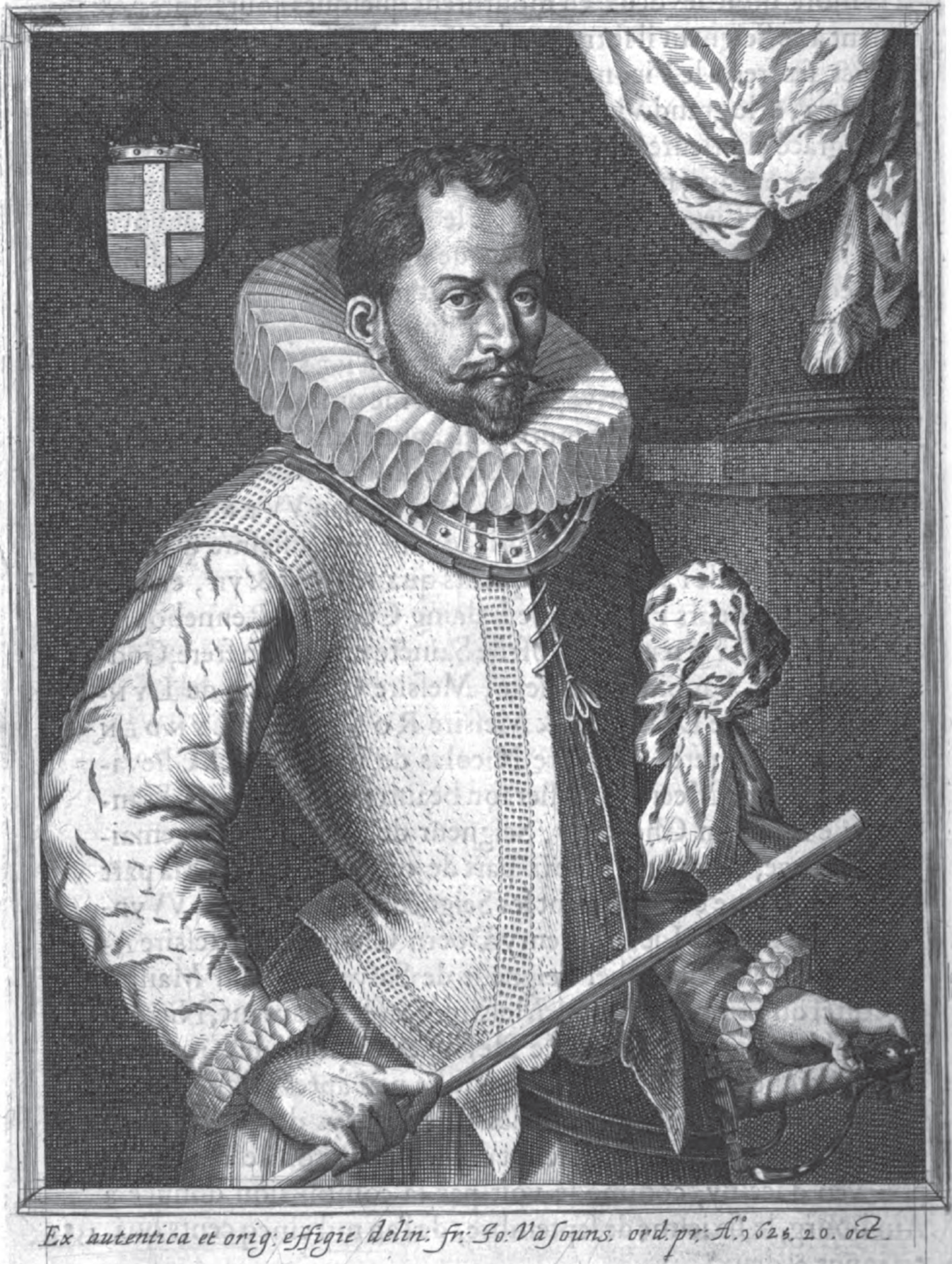
Hermann von Lynden

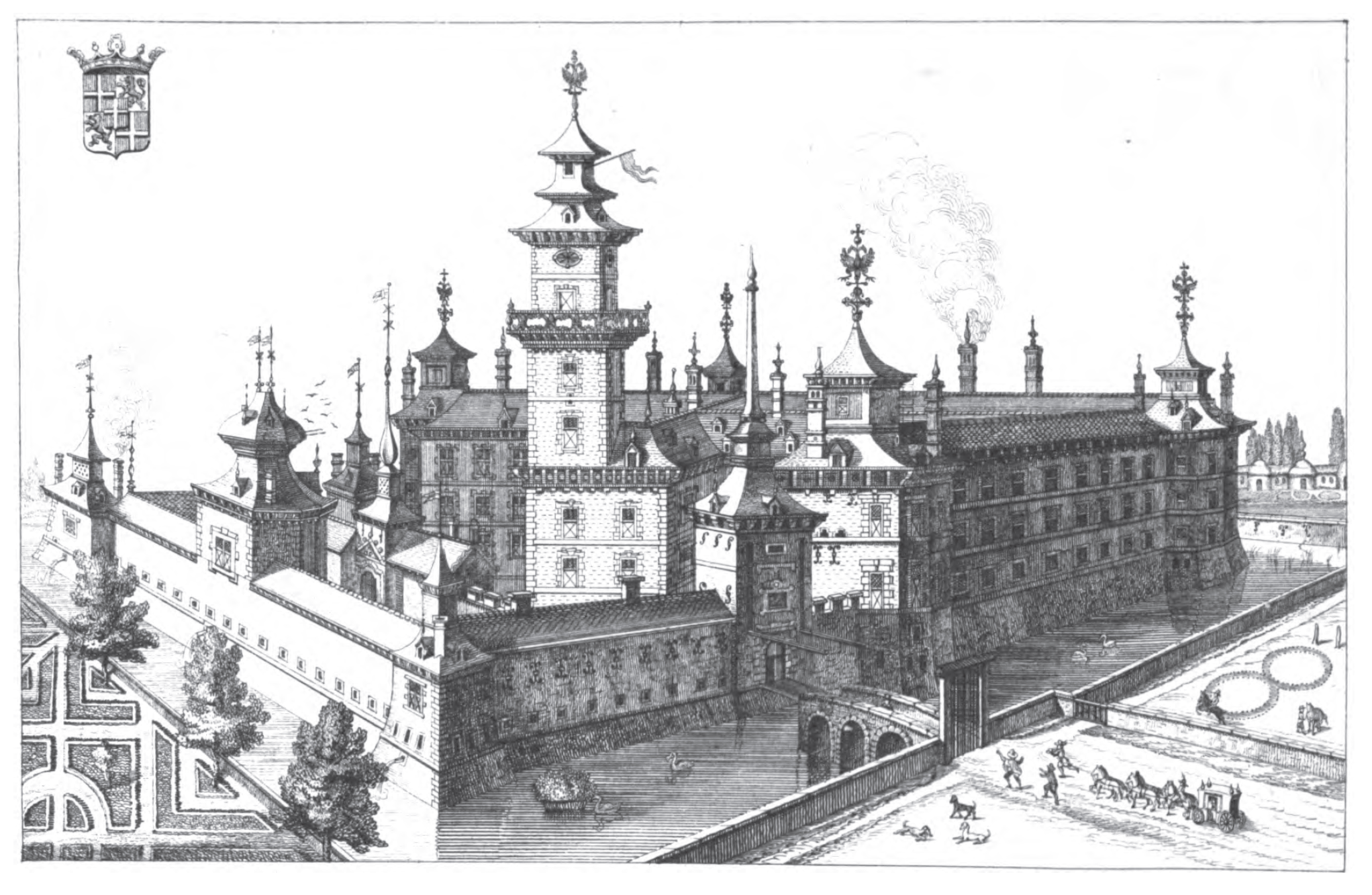
Schloss Reckheim (Rekem)

Hermann von Lynden, Freiherr von Reckheim, (* 1547 in Lüttich; † 5. Juni 1603 in Rekem) war ein Edelmann und Soldat aus der Familie von Lynden. 

## Leben
Er war im Dienste des Fürstbischofs von Lüttich und des Heiligen Römischen Reiches auf der Seite Kaiser Karls V. Er befahl Truppen während des Achtzigjährigen Kriegs und des Truchsessischen Kriegs. Von Lynden war Inhaber wichtiger Positionen im Hochstift Lüttich, besetzte 1584 Bonn und war Gouverneur von Köln im Jahre 1592. 
Er kaufte die Herrschaft Reckheim bei Lüttich. Sein Nachfolger war Ferdinand Gobert von Linden.
Hermann von Lynden war der Bruder von Robert von Lynden.